# 雷群芳
雷群芳（？—），女，畲族，浙江云和人，中华人民共和国政治人物。现任浙江大学继续教育学院副院长，浙江省政协民宗委副主任。第十四届全国政协委员。